# Клегг, Джон Чарльз
Сэр Джон Чарльз Клегг (англ. John Charles Clegg; 15 июня 1850 — 26 июня 1937) — английский футболист, футбольный судья и футбольный администратор. Был председателем и президентом Футбольной ассоциации Англии. Один из участников первого в истории матча футбольных сборных в составе сборной Англии.

## Ранние годы и карьера футболиста
Чарльз Клегг родился в семье Уильяма Джонсона Клегга и Мэри Клегг. У него было пятеро братьев и сестёр. Его отец был солиситором, основал фирму Clegg & Sons и трижды избирался лордом-мэром Шеффилда.
После окончания школы Чарльз начал работать в юридической фирме отца и сам стал солиситором в 1872 году. Чарльз с детства увлекался спортом, в особенности футболом и лёгкой атлетикой. Он участвовал в соревнованиях по бегу, выигрывая призы за забеги на 100 ярдов и четверть мили. Также играл за футбольные клубы Шеффилд, «Персеверанс», «Брумхилл» и «Уэнсдей».
Клегг представлял сборную Футбольной ассоциации Шеффилда в первом межассоциатском матче против сборной Футбольной ассоциации Англии, которая прошла на «Брэмолл Лейн» 2 декабря 1871 года. В том матче победу со счётом 3:1 одержала команда Футбольной ассоциации Шеффилда. Клегг в дальнейшем несколько раз играл в матчах между двумя ассоциациями..
30 ноября 1872 года сыграл в первом официально признанном матче национальных сборных в составе сборной Англии против сборной Шотландии. Самому Клеггу матч не понравился, так как, по его собственному признанию, его партнёры были «снобами с юга, которым не нужен был юрист из Шеффилда», и они почти не отдавали на него передач. Больше Чарльз за Англию не играл. Однако его брат Уильям дебютировал за сборную Англии в 1873 году. Таким образом Клегги стали первыми братьями, сыгравшими за футбольную сборную Англии.
В справочнике Football Annual за 1875 год Чарльз Олкок описал Чарльза Клегга как «очень быстрого с мячом, пасующего с большой рассудительностью и, находясь рядом с воротами соперника, наносящего неотразимый удар».
15 октября 1878 года братья Чарльз и Уильям Клегги были капитанами двух команд, сыгравших друг против друга на «Брэмолл Лейн» под светом прожекторов. Это был первый в истории матч, сыгранный под светом прожекторов. Команда красных (капитаном которой был Чарльз) обыграла команду синих (капитаном которой был Уильям) со счётом 2:0. За игрой наблюдало 20 000 зрителей.

## Футбольный судья
Завершив игровую карьеру, Клегг стал футбольным судьёй. В 1880-е годы «было мало матчей в Шеффилде, которых не судил Чарльз или его брат» (Уильям Клегг). Клегг был судьёй двух финалов Кубка Англии, 1882 и 1892 годов. Судил и международные матчи, в том числе матч Домашнего чемпионата 1888 года между сборными Шотландии и Уэльса 10 марта 1888 года и матч Домашнего чемпионата 1893 года между сборными Англии и Шотландии 1 апреля 1893 года.

## Футбольный администратор
В середине 1880-х годов стал председателем футбольного клуба и «Уэнсдей» (позднее сменившего название на «Шеффилд Уэнсдей»). Также был председателем Футбольной ассоциации Шеффилда.  В 1885 году получил место в Совете Футбольной ассоциации от Шеффилда.
В 1889 году, будучи президентом крикетного клуба «Шеффилд Юнайтед», предложил, чтобы на крикетном стадионе «Брэмолл Лейн» играл футбольный клуб. 22 марта 1889 года был основан футбольный клуб «Шеффилд Юнайтед». Клегг стал председателем нового клуба. 
В 1890 году Чарльз Клегг стал председателем Футбольной ассоциации Англии. В это время в Англии уже появился профессиональный футбол, которому Клегг в бытность игроком активно сопротивлялся, и проводился регулярный чемпионат в виде Футбольной лиги. Во время председательства Клегга в Футбольной ассоциации Англия вступила в ФИФА (1905 год) и вышла из неё (1919 год). В начале 1920-х Англия вновь вошла в ФИФА, но в 1927 году вновь вышла из неё.
В 1923 году, после смерти лорда Киннэрда Клегг стал президентом Футбольной ассоциации Англии и находился в этой должности до самой своей смерти. Таким образом он стал (и остаётся по сей день) единственным человеком, занимавшим должности и председателя, и президента Футбольной ассоциации. В 1927 году Клегг был посвящён в рыцари королём Георгом V. Считается первым человеком, посвящённым в рыцари за заслуги перед футболом.

## Личная жизнь
В 1872 году он женился на Мэри Сайкс, в браке с которой у него родилось трое детей.
Умер 26 июня 1937 года в возрасте 87 лет. Церемония прощания прошла в Кафедральном соборе Шеффилда 30 июня, на ней присутствовали представители Футбольной ассоциации Англии, футбольных ассоциаций всех графств, а также ряда футбольных клубов. Похоронен на церковном кладбище Фулвуда в Шеффилде.
Клегг был строгим трезвенником — он не употреблял алкоголь и не курил. Был правоверным христианином. Негативно относился к употреблению алкоголя футболистами и к азартным играм. Считал, что профессиональный статус негативно влияет на футбол и безуспешно пытался с этим бороться.